# 코메니우스 대학교

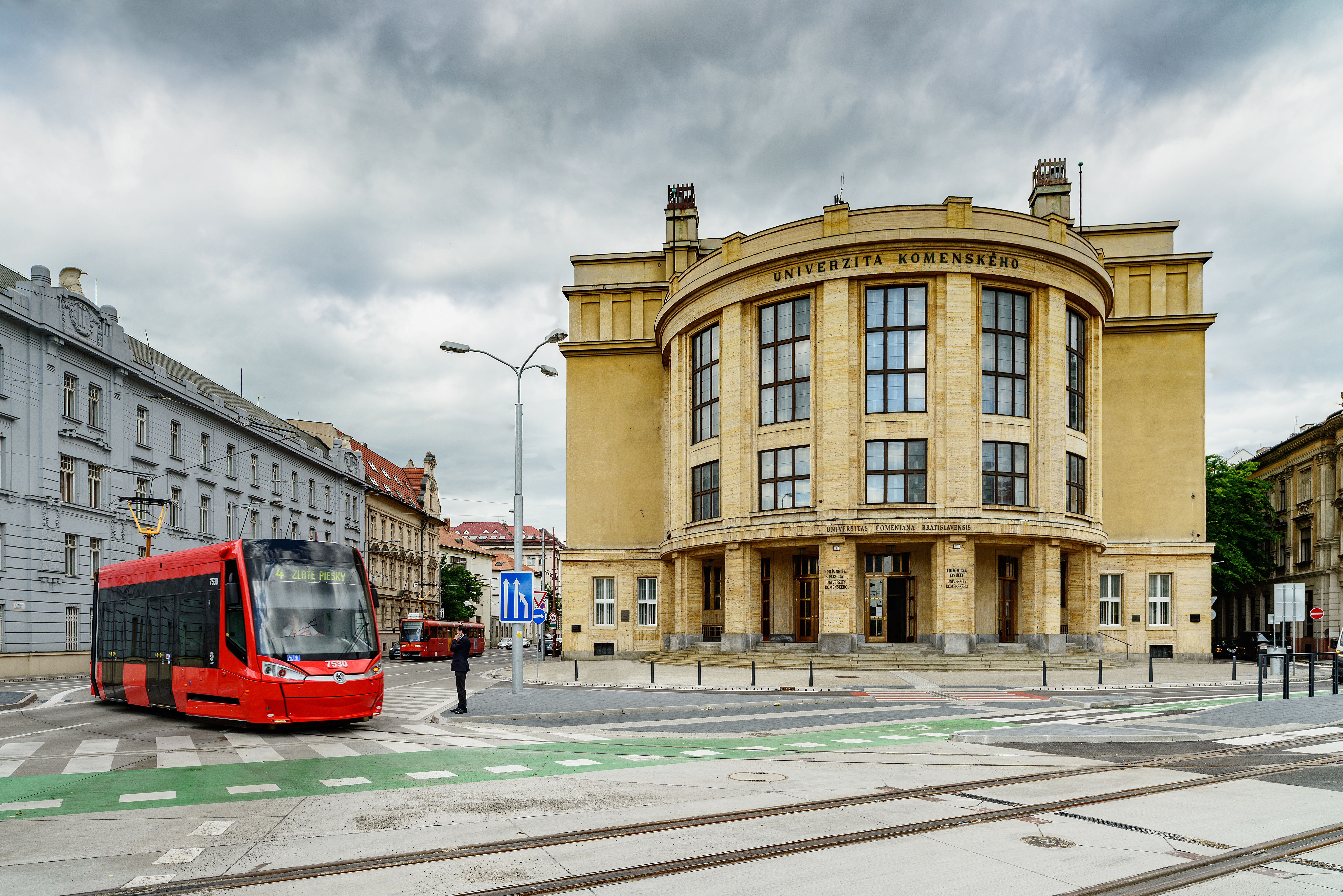

코메니우스 대학교(슬로바키아어: Univerzita Komenského v Bratislave, 라틴어: Universitas Comeniana Bratislavensis)는 브라티슬라바에 위치한 슬로바키아의 대학교이다. 2006년 기준으로 2,000명에 달하는 교수들과 30,000명에 달하는 학생들이 재학 중이다.
1919년 체코슬로바키아의 건국과 함께 설립되었다. 대학교의 이름은 17세기 체코의 교육자이자 철학자인 요한 아모스 코메니우스에서 유래된 이름이다. 슬로바키아의 대부분의 대학교들과 마찬가지로 슬로바키아 정부가 대학교의 자금 가운데 대부분을 지원한다.

## 같이 보기
- 위트레흐트 네트워크